# NGC 835
NGC 835 é uma galáxia espiral barrada (SBab/P) localizada na direcção da constelação de Cetus. Possui uma declinação de -10° 08' 07" e uma ascensão recta de 2 horas, 9 minutos e 24,6 segundos.
A galáxia NGC 835 foi descoberta em 28 de Novembro de 1785 por William Herschel.